# Вулканічний пояс

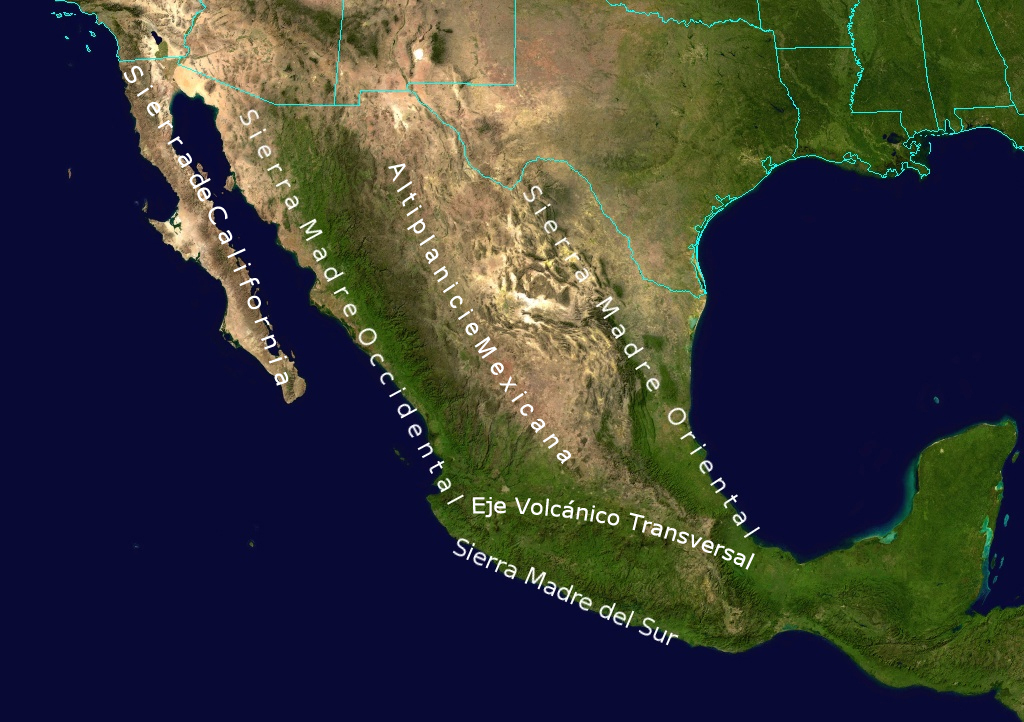
Трансмексиканський вулканічний пояс. На мапі Мексики ТМВП позначено як Eje Volcanico Transversal

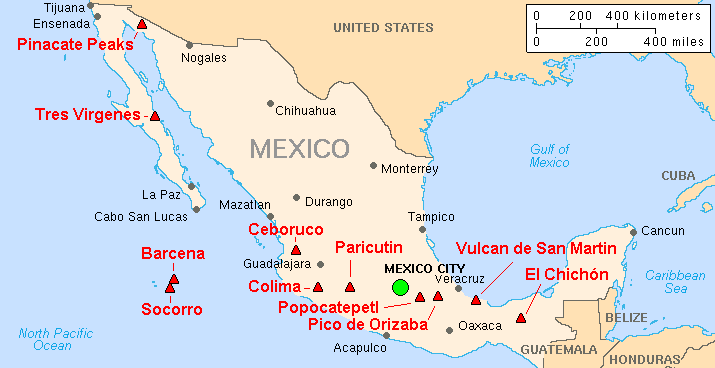
Трансмексиканський вулканічний пояс в Мексиці.

Вулканічний пояс Анахiма.

Вулканічний пояс — місце розташування або зіткнення літосферних плит, де розташовані вулкани і найчастіше трапляються виверження вулканів. Вулканічний пояс переважно збігається із сейсмічним. Тому місця розташування вулканів часто збігаються із епіцентрами землетрусів.
Вулканічні пояси можуть бути утворені в кількох тектонічних обстановках. Вони можуть бути утворені в зоні субдукції, яка є областю, на Землі, де дві тектонічні плити зустрічаються і рухаються назустріч одна одній, причому одна "наїжджає" на іншу, як правило, зі швидкістю що вимірюється в сантиметрах у рік. Океанічна плита зазвичай ковзає під континентальні пластини; це часто створює орогенну зону з великою кількістю вулканів і землетрусами.  Прикладом субдукції-зони, пов'язаної з вулканічним поясом є Охотсько-Чукотський вулканічний пояс на північному сході Євразії, який є одним з найбільших зон субдукції, пов'язаною з найбільшою вулканічною провінцією в світі, протяжністю близько 3200 км і містить близько 2 млн км³ вулканічного і глибинного матеріалу.
На вулканічних поясах зараз є приблизно 850 діючих вулканів.

## Дивись також
- Сейсмічний пояс